# هيفاء وهبي
هيفاء وهبي (10 مارس 1976 -)، مغنية وممثلة وفنانة استعراضية لبنانية / مصرية، حصلت خلال مشوارها الفني على العديد من الجوائز عن فئة الممثلات والمغنيات والفنانات الإستعراضيات. أصدرت عدد من الألبومات الغنائية وعدد من الأغاني المصورة فيديو كليب. حازت على رقم 49 من قائمة أكثر 99 «النساء المرغوبات» حسب موقع AskMen.com، وظهرت في لائحة أجمل النساء في مجلة بيبول الأمريكية.
في عام 1991 أُختِيرت ملكةَ جمال جنوب لبنان. وحاملة لقب ملكة جمال لبنان لعام 1992، لكن اللقب سحب منها بسبب مخالفتها قوانين المسابقة حيث كانت متزوجة. وبدأت حياتها عارضةً للأزياء، وشاركت أيضاً كمودل في عدة فيديو كليبات وإعلانات تلفزيونية، ثم عملت كمذيعة في شبكة راديو وتلفزيون العرب عام 1999، وقدمت أولى ألبوماتها الغنائية في 2001 وقدمت العديد من الألبومات الغنائية وأحيت عدة حفلات في العديد من الدول العربية. دخلت مجال التمثيل كضيفة شرف في فيلم بحر النجوم عام 2008 وفي عام 2009 اختيرت لبطولة فيلم دكان شحاتة الذي أخرجه المصري خالد يوسف، استمرت بالتمثيل وقدمت عدد من الأعمال مثل: فيلم حلاوة روح ومسلسل كلام على ورق ومريم والحرباية.

## نشأتها وحياتها
ولدت في بلدة محرونة في قضاء صور جنوب لبنان، وهي من أب لبناني مُسلم شيعي «محمد وهبي» وأم مصرية «سيدة عبد العزيز إبراهيم»،  وقد نشأت وترعرعت هيفاء فيما بعد بالعاصمة بيروت، ولديها ثلاث شقيقات وشقيق واحد، وفي بداية التسعينات تزوجت من ابن عمتها «نصر فياض» زواج عائلي وأثناء حملها سافرت معه إلى أفريقيا حيث كان يعمل، وخلال فترة حملها عادت إلى لبنان ووضعت طفلتها في بيروت وتم طلاقهما بعد أن أنجبت ابنتها زينب في 24 يونيو 1993، وفي 24 أبريل 2009 تزوجت من رجل الأعمال المصري أحمد أبو هشيمة وانفصلت عنه في نوفمبر 2012.

## حياتها الإعلامية
بدأت هيفا تظهر في المسابقات الجمالية فقد شاركت عام 1992 في انتخابات ملكة جمال الجنوب بلبنان، حيث كانت تجري المسابقة على صعيد المحافظات، فازت هيفا باللقب ولكن سحبت منها الجائزة بسبب اكتشاف المنظمين أنها متزوجة وبعدها بدأت العمل عارضةً للأزياء في وكالة نضال البشراوي وكانت من أشهر عارضات الأزياء في العالم العربي وبدأ الجمهور يتعرف عليها عندما قامت ببطولة إعلان «معكرونة دانا» الذي حقق نجاحًا كبيرًا في العالم العربي. وعادت عام 1994 لتكون موديل في فيديو كليب أغنية «يا قصص» للمطربة الوطنية جوليا بطرس. وفي عام 1995 كانت موديل في فيديو كليب أغنية «بحبك حبيبي» للفنان هاني العمري لكن منع عرض الكليب من قبل الأجهزة الأمنية حينها، نظرًا لتصوير بعض مشاهد الكليب في مراكب بحرية الجيش اللبناني. وفي نفس العام صورت هيفا إعلان «مبيض الغسيل». وفي عام 1996 كانت موديل في كليب الأغنية الشهيرة «إرضى بالنصيب» لسلطان الطرب جورج وسوف. وفي عام 1997 كانت موديل في كليب أغنية «يا ميمة» للمطرب اللبناني عاصي الحلاني. وقد قامت أيضا ببطولة إعلان «مسحوق الغسيل» في نفس السنة، ثم بدأت في العمل كمذيعة لبرنامج عملوها إزاي بمشاركة أحمد السقا وإخراج مجدي الهواري على قناة art المنوعات من خلال خيمة القاهرة الرمضانيه في رمضان من ديسمبر سنة 1998 حتى يناير سنة 1999.

### 2001 -2003: بدايتها في عالم الغناء وإصدار ألبومها الأول
في العام 2001 وقعت عقدًا مع شركة فيرجن العالمية لكنها فسخت العقد بسبب إخلال الشركة بشروط العقد المتمثلة بطرح شريطها الغنائي الأول في الأسواق مطلع العام 2001 صورت هيفاء أغنية «أعشق قلبي والحياة» على طريقة «الفيديو كليب» من توقيع المخرج شادي حنا. التي كتبت كلماتها غريتا غصيبة ولحنها رينيه بندلي، في لبنان بناء على طلبها التي فضلت عدم الاعتماد على المناظر الخارجية في فرنسا لصالح التركيز عليها كمغنية وعلى قصة الأغنية لتصل بشكل أفضل إلى المستمعين.. لكن الكليب لم يبصر بسبب تغيير شركة الإنتاج، «حيث جرى توزيع جديد لبعض الأغنيات وتبديل مجموعة أغنيات بأخرى». وعزت السبب إلى وجود مجموعة من الأغنيات باللغة الفرنسية كتبت خصيصاً لشركة فيرجين، اختارت بعدها شركة «روتانا» للإنتاج الفني «لاستكمال الشروط الغنائية» وكانت ترتبط بعقد شراكة مع شركة EMI العالمية. في بدايات عام 2002 بدأت بتسجيل أغنيتها الأولى بعنوان «أقول أهواك» وذلك حينما رشحها الملحن والموزع جان ماري رياشي للغناء، وكان مقررًا أن تصدر الأغنية منفردة ولكن منحت شركة روتانا لها الفرصة أن تصدر ألبوم غنائي كامل، وقد وافقت على هذا القرار وبدأت تختار أغاني ألبومها الأول تحت عنوان «هو الزمان» عام 2002 مع الأغنية المصورة «أقول أهواك» والتي كتبها طوني أبي كرم ولحنها طارق أبو جودة ووزعها جان ماري رياشي وأخرج الكليب اللبناني سليم الترك. وقد سبب الكليب انتقادات الكثير من الناس واتهمتها وعمل ثورة في عالم الفن لكون هيفا أول مغنية وقتها قد قامت بالرقص والإثارة التي اعتمدتها هيفاء وقد اتهمتها الصحف بأنها تثير مشاعر المشاهدين وقد لاقى الكليب انتقاد كبير بسبب اللبس والرقص الذي اعتمدت بالكليب وقد صنفت هيفاء كفنانة مغرية حتى أن أجرت معاها قناة CNN الأميركية مقابلة مع شبكة الأخبار العالمية ضمن برنامج Inside the Middle east في عام 2002، وتم التعريف عن هيفاء بأنها «فنّانة لبنانية صاعدة ومغنية بوب ونجمة جذابة»، ودارت الكاميرا مع وهبي في وسط العاصمة اللبنانية بيروت، حيث تهافت المعجبون من اللبنانيين والعرب لالتقاط الصور معها، وصورت أغنية «بدي وما بدي» من تأليف الياس ناصر والحان جان صليبا تحت إدارة المخرج شادي حنا وعرض حصريا على شاشة art الموسيقى
بعدها صورت هيفاء أغنية «وحدي» عام 2002 تحت إدارة المخرج «سامح عبد العزيز» وصورت معه أيضا أغنية «ما صار» عام 2003 لكنهما لم يلقيا النجاح الكافي.
بداية سنة 2003 ظهرت هيفاء في مقابلة مع الإعلامي اللبناني طوني خليفة في برنامجه «ساعة بقرب الحبيب» ولاقت الحلقة أصداء كبيرة حيث بكت هيفا بالحلقة عندما سألها طوني عن ابنتها «زينب» التي لم ترها هيفاء سنوات عدة.

### 2004 - 2005: بدي عيش وبرنامج الوادي

ألبوم بدي عيش من إنتاج شركة روتانا

كان من المفترض ان يصدر البوم هيفا الجديد بدي عيش في شهر يوليو من العام 2004 وبعدها تأجل إلى عيد الفطر المبارك بسبب مشاكل إنتاجية مع شركة روتانا لكن وجدت مشاكل أخرى مما جعل شركة روتانا عرض كليب أغنية «يا حياة قلبي» هذه الأغنية التي فرضت نفسها وبقوة على الساحة الفنية وكانت نقلة نوعية في مسيرة هيفا من ناحية اللحن والكلمات والتوزيع. وفي نفس الفترة كانت تصور هيفا كليب جديد مع المخرج هادي الباجوري في فكرة جديدة من حيث التصوير والإخراج وفكرة الكليب نفسها، ترتكز فكرة الكليب الجديد على جمع ثلاث أغنيات من الألبوم في كليب واحد يجمع الأغنيات الثلاث بطريقة الميكساج، تلك الأغنيات تحمل عنواين: «تيجي ازاي»، و«رجب»، و«طول عمري». وقد جسدت هيفا في الأغنية الأولى شخصيّة «هنّومة» التي أدّتها الفنّانة المصريّة القديرة هند رستم في السينما المصرية، في فيلم باب الحديد الذي أخرجه يوسف شاهين، والمخرج هادي الباجوري نفسه سيظهر في مشاهد الكليب، ليشارك هيفاء في التمثيل، ويلعب أيضاً دور مخرج. كما وجسّدت هيفاء خلال الأغنية الثانية قصة مستوحاة أيضاً من الشارع المصريّ، وتحديداً من سوق السمك، حيث لعبت هيفاء دور «معلّمة» في شادر السمك، امافي الأغنية الثالثة لعبت هيفاء دور عارضة الأزياء، وأشرفت على تصميم الأزياء الخاصّة بهيفاء في الكليب المصمّمة «شيرين حجازي». لكن بعد ان عرض الكليب حدث خلاف بين هيفا وبين الفنانة الشعبية مروى بعد قول هيفا ان مروى قد سرقت فكرة الكليب خاصتها مما جعلها ان ترفض الكليب شكلاً وموضوعاً.
في بدايات عام 2005 أصدر ألوم بدي عيش وقد حقق نجاح كبير ومبيعات خيالية فاجأ القيمين على شركة روتانا وشهد إقبالًا كبيرًا لجهة المبيعات، كما وقد بدأت هيفا وقتها في تصوير أغنية «بدي عيش» من كلمات وألحان وتوزيع الفنان الياس الرحباني وتحت إدارة المخرج سعيد الماروق قد عرض الكليب في شهر مارس. في بداية شهر مارس عرضت الأغنية الوطنية «لا ما خلصت الحكاية» بعد اغتيال رفيق الحريري مع مجموعة كبيرة من الفنانين فشكلت أول مدخل لها إلى الأغنية الوطنية، واعتبرها وساماً تعلقه على صدرها، لا سيما وأن المناسبة كانت عزيزة وغالية.
وفي بداية شهر مايو باشرت هيفا في تصوير أغنية «رجب» تحت إدارة المخرج المصري هادي الباجوري في مصر في منطقة الملاّحات التي تبعد حوالي الساعتين عن القاهرة وقد عرض الكليب في شهر يونيو.
اشتركت هيفا في «برنامج الوادي» وهو النسخة العربية من البرنامج السويدي "The Farm" الذي عرض في العديد من دول العالم، ولاقى نجاحا كبيرا. ويسلط الضوء على حياة مشاهير ينتقلون من حياة الرفاهية والراحة إلى حياة بدائية مزرعة معزولة عن العالم الخارجي. وقد بدأ البرنامج في 15 تموز حتى 30 أيلول 2005 على قناة نغم التابعة للمؤسسة اللبنانية للإرسال على مدار 24 ساعة، وأيضا على الال بي سي السهرات الرئيسية. وقد كانت هيفا في البرنامج كضيفة دائمة داخل المزرعة. وكانت تسكن في غرفة منفردة عن باقي المشتركين، ولن تصوت لاختيار شخص للخروج من المسابقة، بل كانت «القدوة» التي ستقدم على تنفيذ الخطوة الأولى من كل مهمة تطلب من سكان الوادي.
كما ستقدم أغنيتين أسبوعيا في كل سهرة رئيسية، أغنية خاصة بالبرنامج وأخرى من أغانيها الخاصة. وفعلاً قد قدمت من خلاله عدد من الاستعراضات الغنائية والأغاني الخاصة بأجواء البرنامج. وقد لاقت جدلاً واسعًا بالثياب التي ارتدتها في البرنامج وفي الفساتين التي ارتدتها في السهرات الرئيسية.
وبعد أن انتهى برنامج الوادي توجهت هيفا إلى تصوير أغنية «انا هيفا» مع المخرج المصري هادي الباجوري وعرض الكليب في شهر أكتوبر وسبب الكليب في سطع نجمها.

### 2006–2012

ألبوم حبيبي أنا من إنتاج شركة عالم الفن

ألبوم بيبي هيفا من إنتاج روتانا

ألبوم ملكة جمال الكون من إنتاج روتانا

في عام 2006، أصدرت «بوس الواوا» (بالعربية: بوس الواوا، بالإنجليزية: Kiss the Booboo)، تم استخدام الأغنية لاحقًا في إعلان لشركة Pepsi. تم اختيارها كأفضل أغنية للعام في عام 2006 من قبل راديو سكوب وصوت الموسيقى.
في أوائل عام 2008، تألقت وهبي في فيلم Sea of Stars من إنتاج شركة بيبسي والذي صدر إلى جانب كارول سماحة وأحمد الشريف ووائل كفوري وبريجيت ياغي ورويدة المحروقي. في 4 يوليو 2008، أصدرت وهبي ألبومها الثالث حبيبي أنا (بالعربية: حبيبي أنا، بالإنجليزية: "My Love") والذي يحتوي على 15 أغنية من بينها الأغنية الرئيسية «مش قادرة استنى».
في مارس 2010، أصدرت وهبي ألبومًا للأطفال بعنوان Babe Haifa ضمن روتانا للتسجيلات.
في أبريل 2010، ظهر وهبي في ألبوم DJ David Vendetta الفرنسي Vendetta في أغنية "Yama Layali".
في سبتمبر 2011، أفادت البوابة أن وهبي كانت تهدد بترك علامتها التجارية روتانا «لإهمالها وعدم الاهتمام بعملها».
في 8 مايو 2012، تم إصدار «ملكة جمال الكون» تحت روتانا للتسجيلات، حيث عملت مع Aphex Twin.

### الآن–2013
خلال صيف 2013، أطلقت أغنيتها الجديدة «أزاي أنساك».
في عام 2014، وقعت عقدًا جديدًا مع طارق فريتخ وأصدرت أغنيتها الجديدة «فرحانة».
في أغسطس 2014، أعلنت أنها ستصدر أغنية جديدة بعنوان "Breathing You In" إلى جانب مقطع فيديو يضم Casper Smart.
في عام 2018، لعبت دور البطولة في الدراما المصرية لعنة كارما.
في سبتمبر 2018، أصدرت هيفاء ألبومها السابع، حوى. تضمن الألبوم 15 أغنية، وظهر لأول مرة في المرتبة الأولى على مخططات iTunes. الألبوم من إنتاج هيفاء، بدون ملصق تسجيل.
في عام 2020، اتهمت مدير أعمالها السابق، محمد الوزيري، بسرقة 4 ملايين دولار من حسابها المصرفي، بما في ذلك أيضًا أتعابها من المنتجين ومنظمي الحفلات.
في عام 2021، أطلقت هيفاء وهبي أغنية ثنائية جديدة بعنوان «لو كونت» مع الفنان المصري أكرم حسني، وتجاوزت ملايين المشاهدات في ساعات قليلة وظلت رقم واحد في مختلف الرسوم البيانية في جميع أنحاء الشرق الأوسط. كان الفيديو الموسيقي شائعًا في جميع أنحاء العالم على YouTube.

## أعمالها الخيرية
في 2020 شاركت هيفاء وهبي في حملة التبرعات لمحاربة فيروس كورونا، والتي أطلقتها قناة إم تي في اللبنانية ضمن برنامج "صار الوقت" مع الإعلامي مارسيل غانم، إذ تبرعت بمبلغ 20 مليون ليرة لبنانية، توزّع 10 ملايين ليرة لمستشفى رفيق الحريري و 10 آخرين لصالح الصليب الأحمر اللبناني.
في 14 فبراير 2023 إستجابت هيفاء سريعاً لمناشدة أطلقها الإعلامي السوري ماجد العجلاني، والذي طلب منها التبرع بـ500 علبة حليب للأطفال الرضع في حلب بهدف مساعدة المتضررين من الزلزال، وخلال أقل من عشرين ساعة أرسلت هيفاء 1000 علبة حليب للأطفال الرضع، وطلبت عدم تصوير أي طفل خلال توزيع الحليب عليهم.

## أعمالها الفنية

### الألبومات
- 2002: هو الزمان.
- 2005: بدي عيش.
- 2006: فراشة الوادي.
- 2008: حبيبي انا.
- 2010: بيبي هيفا.
- 2012: ملكة جمال الكون.
- 2018: حوا.[33]

### فيديو كليبات
| الأغنية                                  | المخرج                | المنتج              | العام       |
| ---------------------------------------- | --------------------- | ------------------- | ----------- |
| أقول أهواك                               | سليم الترك            | روتانا              | 2002        |
| وحدي                                     | سامح عبد العزيز       | دريم                | 2002        |
| إلحقني بمشاركة مجموعة فنانين             | ليلى بزي، فؤاد سليمان | جمعية ماراثون بيروت | 2003        |
| ما صار                                   | سامح عبد العزيز       | روتانا              | 2003        |
| يا حياة قلبي                             | سليم الترك            | روتانا              | 2004        |
| بدي عيش                                  | سعيد الماروق          | روتانا              | 2005        |
| لا ما خلصت الحكاية بمشاركة مجموعة فنانين | طوني قهوجي            | ال بي سي            | 2005        |
| تيجي إزاي                                | هادي الباجوري         | مزيكا               | 2005        |
| رجب                                      | هادي الباجوري         | مزيكا               | 2005        |
| أنا هيفا                                 | هادي الباجوري         | ميلودي              | 2005        |
| بوس الواوا                               | إميل سليلاتي          | ميلودي              | 2006        |
| مش قادرة استنى                           | يحيى سعادة            | مزيكا               | 2007        |
| ما تقولش لحد                             | ليلى كنعان            | مزيكا               | 2008        |
| حاسة ما بينا في حاجة                     | يحيى سعادة            | مزيكا               | 2008        |
| سنرى                                     | أحمد المهدي           | بيبسي               | 2008        |
| ابن الحلال                               | يحيى سعادة            | مزيكا               | 2008        |
| بابا فين & لما الشمس تروح                | ليلى كنعان            | روتانا              | 2009        |
| 80 مليون احساس                           | محمد سامي             | ميلودي              | 2010        |
| أنت تاني                                 | محمد سامي             | ميلودي              | 2010        |
| ياما ليالي                               | يحيى سعادة            | ميلودي              | 2010        |
| بكرا بفرجيك                              | جياني مغنوني          | روتانا              | 2011 - 2012 |
| ملكة جمال الكون                          | مخرج أميركي           | روتانا              | 2012        |
| إزاي أنساك                               | إنجي جمال             | روتانا              | 2013        |
| breathing you in                         | طارق فريتخ            | فيفو                | 2014 - 2015 |
| توتا                                     | سليم الترك            | إنتاج خاص           | 2018        |
| لو كنت بمشاركة أكرم حسني                 | حسام الحسيني          | إنتاج خاص           | 2021        |
| تيجي                                     | سليم الترك            | إنتاج خاص           | 2022        |
| ولد                                      | إيلي فهد              |                     | 2022        |
| ما بضعفش                                 | إيلي فهد              | إنتاج خاص           | 2023        |
| وصلتها                                   | إيلي فهد              | إنتاج خاص           | 2024        |

### الأفلام
| سنة الإنتاج | الفيلم       | الشخصية          |
| ----------- | ------------ | ---------------- |
| 2008        | بحر النجوم   | شخصيتها الحقيقية |
| 2009        | دكان شحاتة   | بيسة             |
| 2014        | حلاوة روح    | روح              |
| 2017        | خير وبركة    | ضيفة شرف         |
| 2022        | أشباح أوروبا | لي لي / هويدا    |
| 2023        | رمسيس باريس  |                  |

### المسلسلات
| سنة الإنتاج | اسم المسلسل      | الشخصية              |
| ----------- | ---------------- | -------------------- |
| 2014        | كلام على ورق     | حبيبة بيطار          |
| 2015        | مولد وصاحبه غايب | نوسة                 |
| 2015        | مريم             | مريم/ملك             |
| 2017        | الحرباية         | عسلية، شخصيات متعددة |
| 2018        | لعنة كارما       | كارما                |
| 2019        | الواد سيد الشحات | ضيفة شرف             |
| 2020        | إسود فاتح        | رانيا خطاب           |

## وصلات خارجية
- هيفاء وهبي على موقع IMDb (الإنجليزية)
- هيفاء وهبي على موقع الدهليز
- هيفاء وهبي على موقع قاعدة بيانات الأفلام العربية
- هيفاء وهبي على موقع ميوزك برينز (الإنجليزية)
- هيفاء وهبي على موقع إن إن دي بي (الإنجليزية)
- هيفاء وهبي على موقع أول ميوزيك (الإنجليزية)
- هيفاء وهبي على موقع ديسكوغز (الإنجليزية)
- هيفاء وهبي على موقع قاعدة بيانات الفيلم (الإنجليزية)